# Invest in Mecklenburg-Vorpommern
Die Invest in Mecklenburg-Vorpommern (Landeswirtschaftsfördergesellschaft Invest in Mecklenburg-Vorpommern GmbH, Invest in MV) ist die Wirtschaftsfördergesellschaft für das Bundesland Mecklenburg-Vorpommern. Die Landesgesellschaft ist für die Beratung von nationalen und internationalen Unternehmen für den Wirtschaftsstandort Mecklenburg-Vorpommern zuständig. Invest in Mecklenburg-Vorpommern hat neben ihrem Hauptsitz in Schwerin eine weitere Niederlassung in Greifswald.
Das Land Mecklenburg-Vorpommern ist Hauptgesellschafter von Invest in MV. Weitere Gesellschafter sind die Industrie- und Handelskammer zu Neubrandenburg, Rostock und Schwerin, die Handwerkskammer Ostmecklenburg-Vorpommern und Schwerin sowie die Vereinigung der Unternehmerverbände für Mecklenburg-Vorpommern e.V.

## Aufgaben/Service
Um das Bundesland Mecklenburg-Vorpommern als Wirtschaftsstandort zu vermarkten, bietet Invest in Mecklenburg-Vorpommern nationalen und internationalen Investoren kostenfrei Projektmanagement- und Support-Services von der Standortanalyse bis zur Realisierung der Investition an. Dabei arbeitet die Gesellschaft eng mit der Landesregierung und den regionalen sowie kommunalen Wirtschaftsförderungseinrichtungen in Mecklenburg-Vorpommern zusammen. Die Ansiedlungsgesellschaft hilft Investoren als One-Stop-Agency bei der Suche nach geeigneten Standorten, Geschäftspartnern, Netzwerken und qualifizierten Fachkräften. Invest in MV übernimmt dabei auf Wunsch die Moderation von Ansiedlungen in Verwaltungen und Institutionen und unterstützt bei der Einwerbung von Fördermitteln des Landes Mecklenburg-Vorpommern und der EU.
Invest in Mecklenburg-Vorpommern ist in Länder- und Branchenteams organisiert. Die Gesellschaft berät Investoren in folgenden Branchenschwerpunkten:
- Maschinenbau/Elektro
- Maritime Wirtschaft
- Automotive/Luftfahrt
- Industrie 4.0/Automation
- Logistik/Häfen
- Erneuerbare Energien
- Life Sciences
- Ernährung/Konsumgüter
- Holz/Papier/Kunststoff
- Tourismus[6]

## Standortmarketing
Invest in MV wirbt weltweit für die Standortvorteile Mecklenburg-Vorpommerns. Die Standortmarketing-Kampagnen werden branchen- und länderspezifisch konzipiert. Zusätzlich erscheint quartalsweise ein hauseigener Newsletter in deutscher und englischer Sprache. Eine Datenbank mit verfügbaren Standorten für potentielle Investoren ist ebenfalls online zugänglich. Die Standortdatenbank bietet eine Übersicht über aktuell verfügbare Büros, Hallen und Sonderimmobilien sowie Grundstücke in Gewerbegebieten und Großstandorte in Mecklenburg-Vorpommern. Die Datenbank wird von den zuständigen Kommunen gepflegt.